# 图巴咖啡

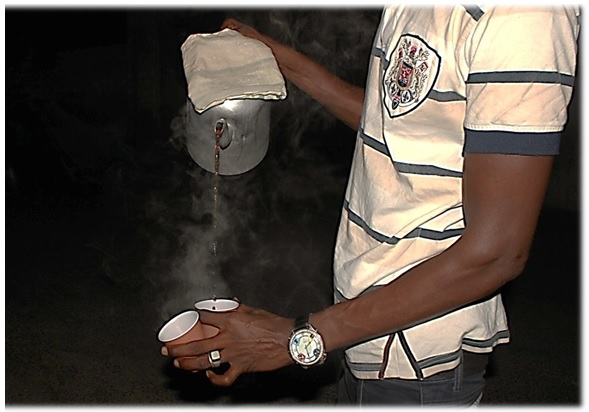
一名男子在倒图巴咖啡

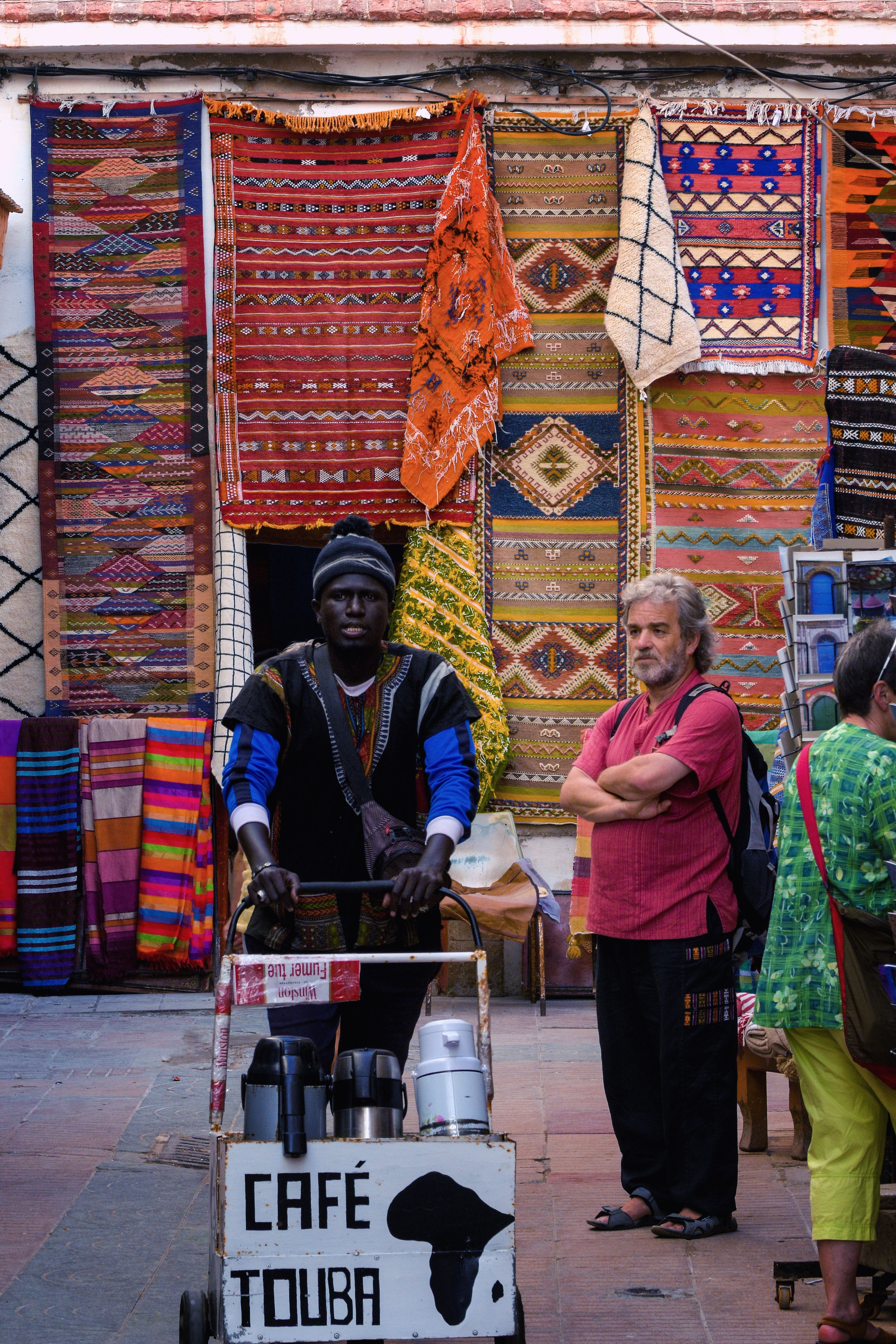
摩洛哥街头的一名商贩正在出售图巴咖啡

图巴咖啡（Café Touba）是塞内加尔的一种咖啡，它在塞内加尔很流行。在最近几内亚比绍也开始饮用这种咖啡。图巴咖啡的名称源于塞内加尔的图巴市。
图巴咖啡主要用塞内加尔胡椒（木瓣树的果实，沃洛夫语称djar）调味，不过也可以用丁香调味。图巴咖啡和普通咖啡的区别在于图巴咖啡添加了djar。咖啡豆和香料一起烘培，然后研磨成粉末。制作图巴咖啡时需要使用过滤器，和制作滴漏式咖啡类似。

## 咖啡历史
图巴咖啡的名称源于塞内加尔的图巴市（哈桑阿拉伯语中意为“幸福”）。图巴咖啡最早由伊斯兰穆里德兄弟会饮用，1902年兄弟会的创始人谢赫·阿马杜·班巴·姆巴凯从加蓬流亡归来，将图巴咖啡带回了塞内加尔。在举行仪式或纪念活动时会喝图巴咖啡。在举办图巴大马加尔节期间也会喝图巴咖啡。

## 咖啡的饮用状况
在制作咖啡时，咖啡豆和djar的配比通常为80：20。最近图吧咖啡在塞内加尔国内外越来越流行，所以咖啡的销量一直在增长。世界银行撰文指：因为2009年全球经济衰退，所以塞内加尔贫困地区不再进口咖啡。一位塞内加尔餐馆老板说，“以前我们在吃早餐时不喝图吧咖啡，但金融危机爆发后人们经常喝，儿童也不例外。在塞内加尔国外，图巴咖啡的出口量并不高。图巴咖啡在几内亚比绍已成为最受欢迎的饮料，不过在几年前它还鲜为人知。随着图巴咖啡的销量增长，西非的速溶咖啡（主要是雀巢咖啡）销量下滑。为了与图巴咖啡竞争雀巢公司推出了一款含有香料的咖啡，名为雀巢生姜咖啡。